# God of War Ragnarök
God of War Ragnarök és un videojoc d'acció i aventura desenvolupat per Santa Monica Studio i publicat per Sony Interactive Entertainment. Va ser llançat a tot el món el 9 de novembre de 2022 per a PlayStation 4 i PlayStation 5, marcant el primer llançament entre generacions de la sèrie God of War. És la novena entrega de la sèrie, la novena cronològicament i la seqüela de God of War del 2018. Basat en la mitologia nòrdica, el joc està ambientat a l'antiga Escandinàvia i compta amb el protagonista de la sèrie Kratos i el seu fill adolescent Atreus. Concloent l'era nòrdica de la sèrie, el joc cobreix el Ragnarök, un esdeveniment escatològic que és central a la mitologia nòrdica i que es va predir que passaria al joc anterior després que Kratos matés el déu aesir Baldur.
El joc és similar a l'anterior lliurament del 2018. Compta amb combats basats en combos, així com elements de trencaclosques i jocs de rol. La jugabilitat s'ha renovat respecte al joc anterior: a més de les armes principals de Kratos, una destral de batalla màgica i les espases dobles amb cadnes, també adquireix una llança màgica i el seu escut s'ha tornat més versàtil. El seu fill Atreus, així com alguns altres personatges, ajuden en combat i es poden controlar de manera passiva. A més, i per primera vegada a la sèrie, hi ha algunes missions de la història on el jugador pren el control total d'Atreus; la seva jugabilitat és similar a la de Kratos, però utilitza el seu arc màgic com a arma. També hi ha més tipus d'enemics i mini-enemics finals que en el joc anterior. Originalment previst per a un llançament el 2021, el joc es va ajornar en part a causa dels problemes de salut de l'actor de Kratos Christopher Judge l'agost de 2019 i, més tard, de l'impacte de la pandèmia de COVID-19 en el desenvolupament.
Ragnarök va obtenir l'aclamació universal de la crítica i va ser elogiat per la seva narració, personatges, imatges, disseny de nivells i millores generals respecte al seu predecessor. Va guanyar el joc de l'any als Titanium Awards i va ser nominada al mateix premi als The Game Awards 2022, on va guanyar Millor narrativa, Millor acció/aventura i Innovació en accessibilitat, entre altres premis i nominacions. El joc va ser un èxit comercial, venent 5,1 milions d'unitats en la seva primera setmana, convertint-se en el joc de primera part més venut de la història de PlayStation.